# 후텐마 비행장
후텐마(보천간) 비행장(일본어: 普天間飛行場)는 일본 오키나와현 기노완시에 있는 미국 해병대의 군용비행장이다. 2740 m 길이의 활주로 1개가 있으며, 가데나 기지와 함께 주일 미군의 오키나와 지역에서의 양대 거점이다.
정식 명칭은 후텐마 해병대 항공기지(영어: Marine Corps Air Station Futenma (MCAS Futenma))이며, 보통 후텐마 기지(일본어: 普天間基地)라고 부른다.

## 지리
기노완 시는 오키나와섬의 중부, 나하시의 북쪽 약 10 km에 있다. 후텐마 비행장은 기노완시 중심부의 4.8 km2를 차지하고 있다. 기노완 시 면적(19.5 km2)의 약 25%에 이른다. 통칭 후텐마 기지이며, 기노완 시 주민들은 줄여서 '기지'라고 부른다.

## 반환 운동
후텐마 기지는 기노완 시의 중심부를 차지하고 있는데다, 기지 건설 당시 토지 수용이 강제적으로 이뤄진 사정 등으로 인해 기지 건설 당시부터 반환 주장이 일어났다.

## 주둔
- MCAS 후텐마 본부 및 본부전대(H&HS)
- 제36해병항공전대
- 제18해병항공관제전대

## 같이 보기
- 주일 미군의 시설 목록